# Kishaj
Kishaj – wieś położona w północnej części Albanii w gminie Gjinaj. Wieś znajduje się 111 kilometrów od stolicy państwa, Tirany.

## Demografia
Według spisu ludności z 1989 roku we wsi Kishaj mieszkało 425 mieszkańców.